# Мафијашки телохранитељ
Мафијашки телохранитељ (енгл. The Hitman's Bodyguard) америчка је акциона комедија из 2017. године, редитеља Патрика Хјуза, а по сценарију Тома О'Конора. Продуценти филма су Дејвид Елисон, Марк Гил, Дејна Голдберг, Метју О'Толе, Џон Томпсон и Лес Велдон. Музику је компоновао Атли Ерварсон.
Глумачку екипу чине Рајан Ренолдс, Самјуел Л. Џексон, Гари Олдман, Салма Хајек, Елоди Јанг, Хоаким де Алмеида, Кирсти Мичел и Ричард Е. Грант. Светска премијера филма је била одржана 18. августа 2017. у Сједињеним Америчким Државама. 
Буџет филма је износио 30 000 000 долара, а зарада од филма је 176 600 000 долара.

## Радња
Генијална акциона комедија у којој главне улоге имају Рајан Ренолдс и Самјуел Л. Џексон. Џексон је најтраженији плаћени убица на свету, а врхунски агент (Ренолдс) има задатак да га штити. Ништа наравно не крене по плану. Џексон је наиме његов заклети непријатељ. Њих двојица годинама су се гледали преко нишана, а сада морају бити нераздвојни. Кад се споје, невероватна јурњава аутомобилима, бизарне бродске ескападе и сусрет с немилосрдним крвожедним источноевропским диктатором (Гари Олдман).

## Улоге
| Глумац             | Улога                 |
| ------------------ | --------------------- |
| Рајан Ренолдс      | Мајкл Брајс           |
| Самјуел Л. Џексон  | Даријус Еванс Кинкејд |
| Гари Олдман        | Владислав Духович     |
| Салма Хајек        | Соња Кинкејд          |
| Елоди Јанг         | Амелија Расел         |
| Жоаким де Алмеида  | Жан Фуше              |
| Кирсти Мичел       | Ребека Хар            |
| Ричард Е. Грант    | Сајферт               |
| Михаил Горевој     | адвокат Ливитин       |
| Јуриј Колокољников | Иван                  |